# 2020 KV11
2020 KV11 est un objet transneptunien détaché, encore mal connu, il fait partie des transneptuniens se trouvant à plus de 60 ua de la Terre.